# Pourcy
Pourcy és un municipi francès, situat al departament del Marne i a la regió del Gran Est. L'any 2007 tenia 187 habitants.

## Demografia

### Població
El 2007 la població de fet de Pourcy era de 187 persones. Hi havia 66 famílies, de les quals 8 eren unipersonals (4 homes vivint sols i 4 dones vivint soles), 25 parelles sense fills, 25 parelles amb fills i 8 famílies monoparentals amb fills.
La població ha evolucionat segons el següent gràfic:
Habitants censats

### Habitatges
El 2007 hi havia 84 habitatges, 72 eren l'habitatge principal de la família, 6 eren segones residències i 6 estaven desocupats. 83 eren cases i 1 era un apartament. Dels 72 habitatges principals, 64 estaven ocupats pels seus propietaris, 6 estaven llogats i ocupats pels llogaters i 1 estava cedit a títol gratuït; 2 tenien dues cambres, 7 en tenien tres, 11 en tenien quatre i 51 en tenien cinc o més. 54 habitatges disposaven pel capbaix d'una plaça de pàrquing. A 29 habitatges hi havia un automòbil i a 38 n'hi havia dos o més.

### Piràmide de població
La piràmide de població per edats i sexe el 2009 era:
| Homes | Edats   | Dones |
| ----- | ------- | ----- |
| 0     | 95 o +  | 0     |
| 0     | 90 a 94 | 1     |
| 1     | 85 a 89 | 0     |
| 0     | 80 a 84 | 1     |
| 2     | 75 a 79 | 4     |
| 2     | 70 a 74 | 2     |
| 6     | 65 a 69 | 2     |
| 3     | 60 a 64 | 7     |
| 5     | 55 a 59 | 3     |
| 7     | 50 a 54 | 10    |
| 10    | 45 a 49 | 10    |
| 10    | 40 a 44 | 8     |
| 6     | 35 a 39 | 6     |
| 0     | 30 a 34 | 7     |
| 6     | 25 a 29 | 6     |
| 5     | 20 a 24 | 4     |
| 6     | 15 a 19 | 4     |
| 2     | 10 a 14 | 8     |
| 9     | 5 a 9   | 3     |
| 4     | 0 a 4   | 3     |

## Economia
El 2007 la població en edat de treballar era de 127 persones, 100 eren actives i 27 eren inactives. De les 100 persones actives 96 estaven ocupades (44 homes i 52 dones) i 4 estaven aturades (2 homes i 2 dones). De les 27 persones inactives 9 estaven jubilades, 11 estaven estudiant i 7 estaven classificades com a «altres inactius».

### Ingressos
El 2009 a Pourcy hi havia 71 unitats fiscals que integraven 169 persones, la mediana anual d'ingressos fiscals per persona era de 25.249 €.

### Activitats econòmiques
Dels 5 establiments que hi havia el 2007, 2 eren d'empreses de construcció, 1 d'una empresa de comerç i reparació d'automòbils i 2 d'empreses de serveis.
Dels 2 establiments de servei als particulars que hi havia el 2009, 1 era un paleta i 1 lampisteria.
L'any 2000 a Pourcy hi havia 13 explotacions agrícoles que ocupaven un total de 145 hectàrees.

## Poblacions més properes
El següent diagrama mostra les poblacions més properes.